# Bol Open 2016
Il Bol Open 2016 è stato un torneo di tennis giocato sulla terra rossa. È stata l'11ª edizione del torneo, dal 2003, che fa parte della categoria WTA 125s. Si è giocato a Vallo della Brazza in Croazia dal 28 maggio al 5 giugno 2016.

## Teste di serie
| Nazionalità | Giocatrice                | Ranking* | Testa di serie |
| ----------- | ------------------------- | -------- | -------------- |
| Slovacchia  | Anna Karolína Schmiedlová | 38       | 1              |
| Stati Uniti | Varvara Lepchenko         | 64       | 2              |
| Cina        | Zhang Shuai               | 69       | 3              |
| Giappone    | Nao Hibino                | 71       | 4              |
| Croazia     | Ana Konjuh                | 76       | 5              |
| Giappone    | Kurumi Nara               | 91       | 6              |
| Slovenia    | Polona Hercog             | 94       | 7              |
| Romania     | Patricia Maria Țig        | 99       | 8              |

* Ranking al 23 maggio 2016.

## Altre partecipanti
Giocatrici che hanno ricevuto una Wild card:
- Tereza Mrdeža
- Tena Lukas
- Anna Karolína Schmiedlová
- İpek Soylu
- Ana Vrljić

## Campionesse

### Singolare
Mandy Minella ha sconfitto in finale  Polona Hercog col punteggio di 6–2, 6–3.

### Doppio
Xenia Knoll /  Petra Martić hanno sconfitto in finale  Raluca Olaru /  İpek Soylu col punteggio di 6–3, 6–2.